# Ляньчэн
Ляньчэ́н (кит. упр. 连城, пиньинь Liánchéng) — уезд городского округа Лунъянь провинции Фуцзянь (КНР).

## История
Во времена империи Сун в 1033 году был создан уезд Ляньчэн (莲城县). Во времена империи Юань в 1346 году написание его названия было изменено на современное.
После образования КНР в 1949 году был создан Специальный район Лунъянь (龙岩专区), и уезд вошёл в его состав. В 1971 году Специальный район Лунъянь был переименован в округ Лунъянь (龙岩地区).
Постановлением Госсовета КНР от 20 ноября 1996 года округ Лунъянь был преобразован в городской округ Лунъянь.

## Административное деление
Уезд делится на 8 посёлков и 9 волостей.

## Экономика
Посёлок Мяоцянь известен как крупнейший в Китае промышленный кластер бейсбольного и другого спортивного инвентаря (биты, мячи, перчатки, обувь). Основу производства составляют фабрики тайваньских компаний. По состоянию на 2023 год общий объём производства четырёх ведущих тайваньских производителей инвентаря для бейсбола достиг 520 млн юаней (72,70 млн долл. США). Их продукция экспортируется в Японию, Южную Корею, Европу, Америку и другие регионы мира. Также в уезде изготовляют популярный сушеный сладкий картофель.